# Lynne Parker
Lynne Edwards Parker (* 20. Jahrhundert in Knoxville, Tennessee, USA) ist eine US-amerikanische Informatikerin und Hochschullehrerin. Sie ist stellvertretende Vizekanzlerin an der University of Tennessee in Knoxville (UTK) und ist Direktorin des National AI Initiative Office für das Büro für Wissenschafts- und Technologiepolitik des Weißen Hauses.

## Leben und Werk
Parker studierte Computer Science von 1979 bis 1983 an der Tennessee Technological University, wo sie einen Bachelor-Abschluss erwarb. Danach studierte sie an der University of Tennessee mit einem Master of Science-Abschluss 1988 und promovierte dann 1994 bei Rodney Allen Brooks am Massachusetts Institute of Technology mit der Dissertation: Heterogeneous Multi-Robot Cooperation. Ihre Dissertationsforschung zu ALLIANCE, einer verteilten Architektur für die Multi-Roboter-Kooperation, war die weltweit erste Doktorarbeit zum Thema Multi-Roboter-Systeme und gilt als Pionierarbeit auf diesem Gebiet.
Anschließen war sie bis 2002 als Distinguished Research and Development Staff Member und Gruppenleiterin am Oak Ridge National Laboratory tätig, wo sie an Multi-Roboter- und Mensch-Roboter-Systemen forschte. Parker war 2002 an der University of Tennessee Gründerin und Direktorin des Distributed Intelligence Laboratory, der heutigen Min H. Kao-Abteilung für Elektrotechnik in der Informatik. Sie forschte dort als Associate Professor und wurde 2007 Professorin im Fachbereich Elektronik und Informatik der University of Tennessee.
Von 2015 bis 2017 war sie bei der National Science Foundation als Abteilungsleiterin für Information und Intelligente Systeme tätig.
Parker leitete von 2018 bis 2022 die nationalen Politikbemühungen im Bereich der künstlichen Intelligenz (KI) im Office of Science and Technology Policy des Weißen Hauses und fungierte als stellvertretende Chief Technology Officer der Vereinigten Staaten und Gründungsdirektorin des National Büro der KI-Initiative und stellvertretende Direktorin für KI. Sie war außerdem Co-Vorsitzende der vom Kongress geleiteten National AI Research Resource Task Force, die sich für die Demokratisierung des Zugangs zur für die KI-Forschung erforderlichen Rechen- und Dateninfrastruktur einsetzt.
Sie ist Expertin für verteilte und intelligente Robotersysteme, Mensch-Roboter-Interaktion und KI und hat in diesen und verwandten Bereichen veröffentlicht.
Parker war Generalvorsitzende der IEEE International Conference on Robotics and Automation 2015, Chefredakteur des Editorial Board der IEEE RAS Conference und Herausgeber von IEEE Transactions on Robotics. Sie ist Fellow der AAAS, Fellow der IEEE und Distinguished Member der Association for Computing Machinery (ACM).

### Auszeichnungen (Auswahl)
- 1982: Mortar Board Outstanding Junior Award
- 1983: Moorman Mathematics Award
- 2000: US Presidential Early Career Award for Scientists and Engineers (PECASE)
- 2010: Fellow IEEE
- 2014: Computer Scientist of Distinction Award, Tennessee Tech
- 2015: IEEE Robotics and Autonomous Systems Society Distinguished Service Award
- 2018: Fellow der AAAS (American Association for the Advancement of Science)
- George Saridis Leadership Award in Robotics and Automation der IEEE (Institute of Electrical and Electronics Engineers) Robotics and Automation Society
- 2022: Fellow der AAAI (Association for the Advancement of Artificial Intelligence)[2][3]
- 2023: Distinguished Service Award, Computing Research Association[4]